# سیارک ۷۸۱۸
سیارک ۷۸۱۸ (به انگلیسی: 7818 Muirhead، نامگذاری:1990QO) هفت هزار و هشتصد و هجدهمین سیارک کشف شده‌است که در ۱۹ اوت ۱۹۹۰ کشف شد.
قدر مطلق سیارک برابر ۱۳٫۹۰ است.